# Echthodopa formosa
Echthodopa formosa är en tvåvingeart som först beskrevs av Friedrich Hermann Loew 1872.  Echthodopa formosa ingår i släktet Echthodopa och familjen rovflugor. Inga underarter finns listade i Catalogue of Life.